# Młynki (Ukraina)
Młynki (ukr. Млинки, Młynky) – wieś na Ukrainie, w obwodzie tarnopolskim, w rejonie czortkowskim.
Po zakończeniu I wojny światowej, od listopada 1918 roku do lata 1919 roku Młynki znajdowały się w Zachodnioukraińskiej Republice Ludowej.
W II Rzeczypospolitej miejscowość należała do powiatu buczackiego w województwie tarnopolskim.